# 埃夫勒诺曼底站
埃夫勒诺曼底站，简称埃夫勒站，是法国的一个铁路车站，位于法国北部城市，厄尔省省会埃夫勒。

## 位置
埃夫勒诺曼底站位于埃夫勒市区的中部，老城区以南。车站大致呈东西走向，开口朝北。

## 车站历史
埃夫勒诺曼底站修建于1855年，是芒特－瑟堡铁路线上的重要车站之一，最初由法国西部铁路公司运营。该铁路是法国西北部的重要干线铁路，也是巴黎前往下诺曼底地区的必经之路，现为复线电气化铁路，来往车次繁忙。历史上在埃夫勒还有南北向连接鲁昂和奥尔良的铁路，但现均已废弃。

## 站名
埃夫勒诺曼底站简称埃夫勒站。而事实上该站在法国铁路信息系统中被称为"埃夫勒支线站"（Gare d'Évreux-Embranchement），但这一名称在生活中几乎完全用不到。

## 停靠线路
以下列车线路在埃夫勒诺曼底站停靠：
| 埃夫勒诺曼底站列车线路表        |              |                         |                             |              |
| 线路                            | 车种         | 上一站                  | 下一站                      | 大致运行频率 |
| 巴黎—卡昂                       | INTERCITÉS   | 巴黎圣拉扎尔/芒特拉若利 | 贝尔奈                      | 每天7趟左右  |
| 巴黎—图维尔-多维尔              | INTERCITÉS   | 巴黎                    | 贝尔奈                      | 每天5趟左右  |
| 巴黎—瑟堡                       | INTERCITÉS   | 巴黎                    | 贝尔奈                      | 每天2~3趟    |
| 巴黎—埃夫勒                     | INTERCITÉS   | 比埃伊                  | （终点）                    | 每天1趟      |
| 巴黎/芒特拉若利—埃夫勒/塞尔基尼 | 法国大区列车 | 比埃伊                  | （终点）/伊通河畔拉博讷维尔 | 每天4~10趟   |
| 埃夫勒—塞尔基尼                 | 法国大区列车 | （起点）                | 伊通河畔拉博讷维尔          | 每天3趟左右  |
| 埃夫勒—卡昂                     | 法国大区列车 | （起点）                | 伊通河畔拉博讷维尔          | 每天1趟      |
| 1. 2. 3.                        |              |                         |                             |              |

## 配套交通

### 长途客车
埃夫勒诺曼底站对应的大巴车上下车地点为埃夫勒汽车站（Gare routière），位于埃夫勒诺曼底站正门的西侧。
| 停靠埃夫勒汽车站的大巴车 |                                                                        |                                                                                                |
| 上下车地点               | 运营单位                                                               | 主要目的地                                                                                     |
|                          | 厄尔省城际客运 EureEnLigne                                             | 欧布瓦、莱桑德利、加永、韦尔农、厄尔省圣安德烈、莱格勒、德勒、阿夫尔河畔韦尔讷伊、鲁昂、卢维耶 |
| SNCF                     | （当某条铁路线施工或罢工时，SNCF可能会提供途径该线路沿途站点的大巴车） |                                                                                                |
| 1. 2. 3.                 |                                                                        |                                                                                                |

### 市内交通
| 埃夫勒诺曼底站附近的公交线路 |                        |                                           |
| 公交车站名称                 | 位置                   | 停靠线路                                  |
| Pôle d'échanges SNCF         | 埃夫勒诺曼底站正门东侧 | T1路、T2路、T4路、T7路、T8路、T9路、T10路 |
| Pôle d'échanges Jean Jaurès  | 埃夫勒诺曼底站正前方   | T1路、T2路、T4路、T5路、T8路、T9路、T10路 |
| 1.                           |                        |                                           |

### 社会车辆
埃夫勒诺曼底站正门西侧设有大型露天停车场。该站门口设有出租车站点，同时埃夫勒公交公司还设有定制公交线服务。

## 临近车站
| 埃夫勒诺曼底站（Gare d'Évreux-Normandie） |                |                      |
| 上行车站                                  | 线路           | 下行车站             |
| 比埃伊站                                  | 芒特－瑟堡铁路 | 伊通河畔拉博讷维尔站 |
| - 本表仅显示运营中的线路及车站            |                |                      |